# جرج باد
جرج باد (انگلیسی: George Budd؛ ‏ ۱ فوریهٔ ۱۸۰۸ – ۱۴ مارس ۱۸۸۲) پزشک اهل پادشاهی متحد بریتانیای کبیر و ایرلند بود.
وی دانش‌آموختهٔ کالج سنت جان و کالج گانویل و کیز در دانشگاه کمبریج بود و مدتی به عنوان پزشک بر عرشه بیمارستان سیار اچ‌ام‌اس دریدنوت در گرینیچ خدمت کرد. در اینجا بود که به همکاری جورج بوسک بر روی وبا، اسکوربوت و آسیب‌شناسی بیماری‌های معده و کبد پژوهش نمود.
او از سال ۱۸۴۰ استاد رشته پزشکی در کینگز کالج لندن شد. وی یکی از دو پزشکی است که نشانگان باد–کیاری را به دقت توصیف نمود. این بیماری نخستین بار توسط کارل فن رکیتانسکی مورد توجه واقع شده بود اما شرح کاملی از آن موجود نبود.